# Bady Bassitt (kommun)
Bady Bassitt är en kommun i Brasilien.   Den ligger i delstaten São Paulo, i den södra delen av landet, 600 km söder om huvudstaden Brasília. Antalet invånare är 14 605.
Följande samhällen finns i Bady Bassitt:
- Bady Bassitt

Omgivningarna runt Bady Bassitt är en mosaik av jordbruksmark och naturlig växtlighet. Runt Bady Bassitt är det ganska tätbefolkat, med 104 invånare per kvadratkilometer.